# Valley-of-Flowers-Nationalpark
Der Valley-of-Flowers-Nationalpark (Hindi फूलों की घाटी राष्ट्रीय उद्यान IAST Phūloṃ kī ghāṭī rāṣṭrīya udyāna) ist ein Schutzgebiet im indischen Bundesstaat Uttarakhand. Er wurde 1988 ausgewiesen und zuletzt 2005 erweitert. Der Park bildet zusammen mit dem Nanda-Devi-Nationalpark eine UNESCO-Welterbestätte. Das Areal wird durch industrielle Aktivitäten bedroht.

## Geschichte
Die Entdeckung des Tals wird dem britischen Bergsteiger Frank Smythe und der Kamet-Expedition im Jahr 1931 zugeschrieben. Er kehrte 1937 zurück und legte eine umfangreiche Herbarsammlung des Tals an. Das Tal nannte er aufgrund seines Wildblumenreichtums Valley of Flowers („Tal der Blumen“).

## Geographie
Das flache Tal, das der Nationalpark umfasst, ist etwa fünf Kilometer lang und zwei Kilometer breit. Durch es fließt der Pushpavati, der am Tipra-Gletscher entspringt und in den Bhyundar mündet und dieser in den Alaknanda, den linken Quellfluss des Ganges. Das Tal umgeben die Berge Gauri Parbat (6590 m) und Rataban (6126 m) im Osten, Kuntkhal (4430 m) im Westen, Nilgiri Parbat (6475 m) im Norden und Saptsring im Süden. Die Nationalparkfläche besteht zu etwa 529 ha aus Wald, zu 1863 ha aus Wiesen und 6358 ha sind dauerhaft schneebedeckt.

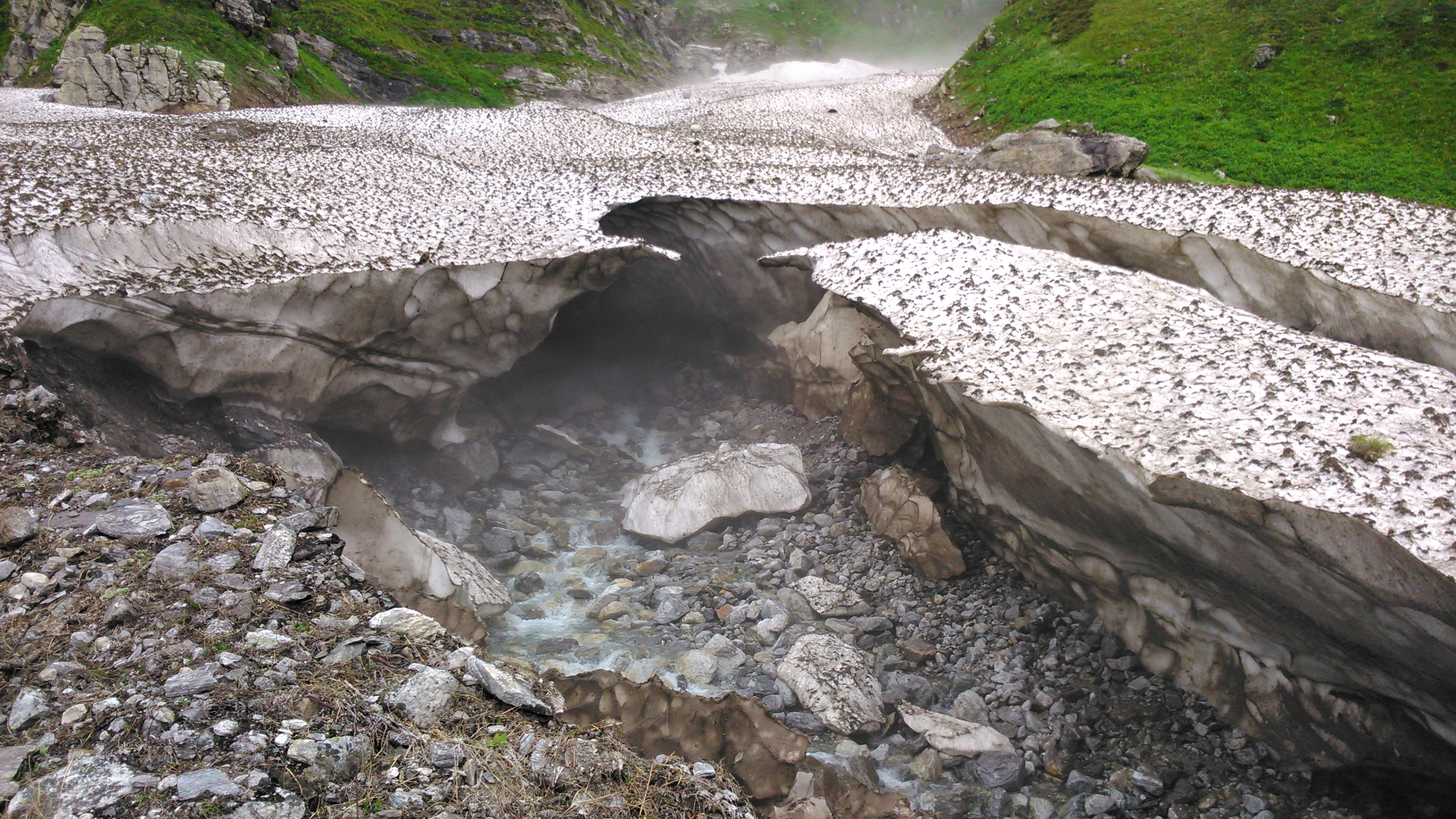
Gletscher im Tal und Zufluss des Pushpavati
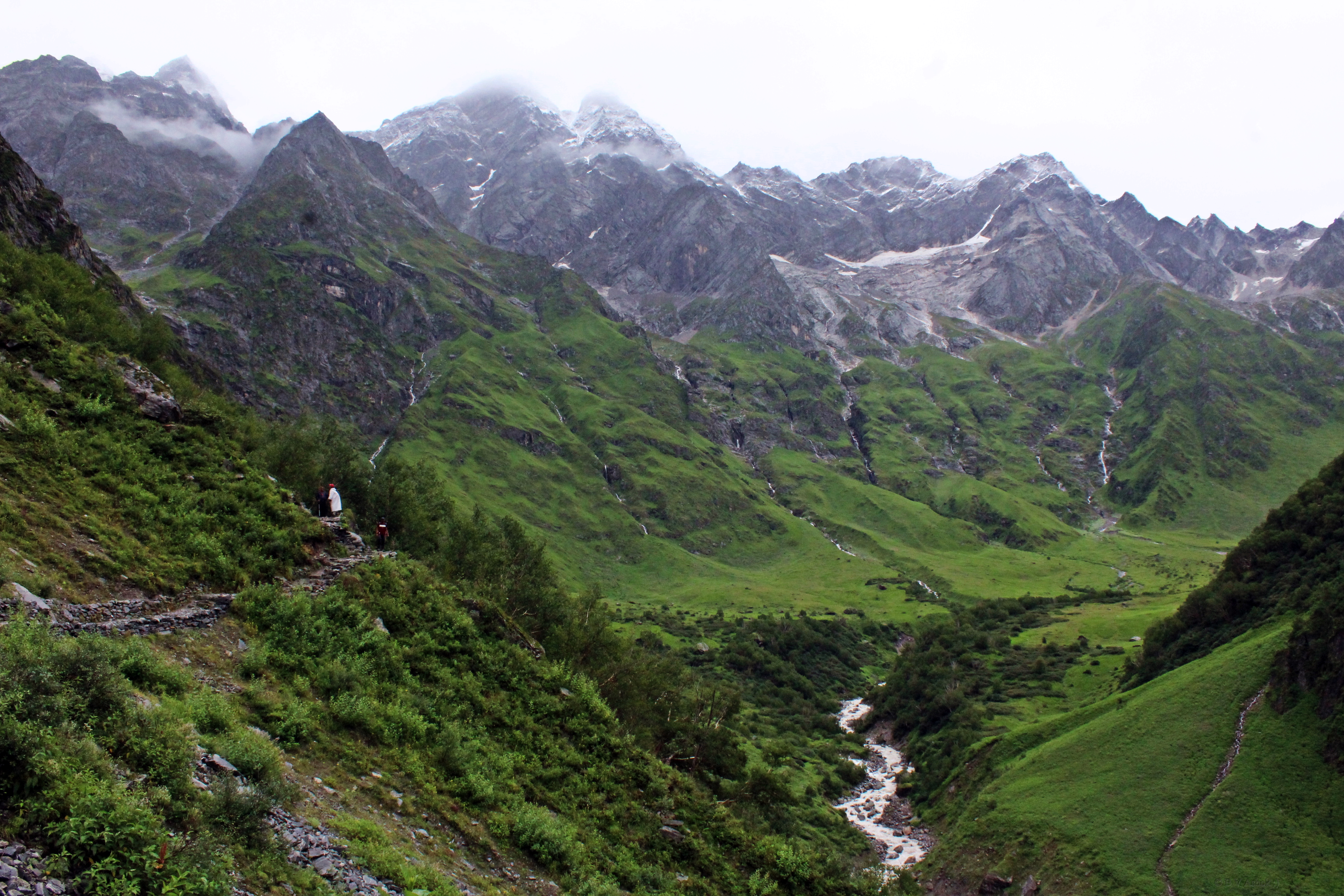
Blick auf einen Ausschnitt des Tals
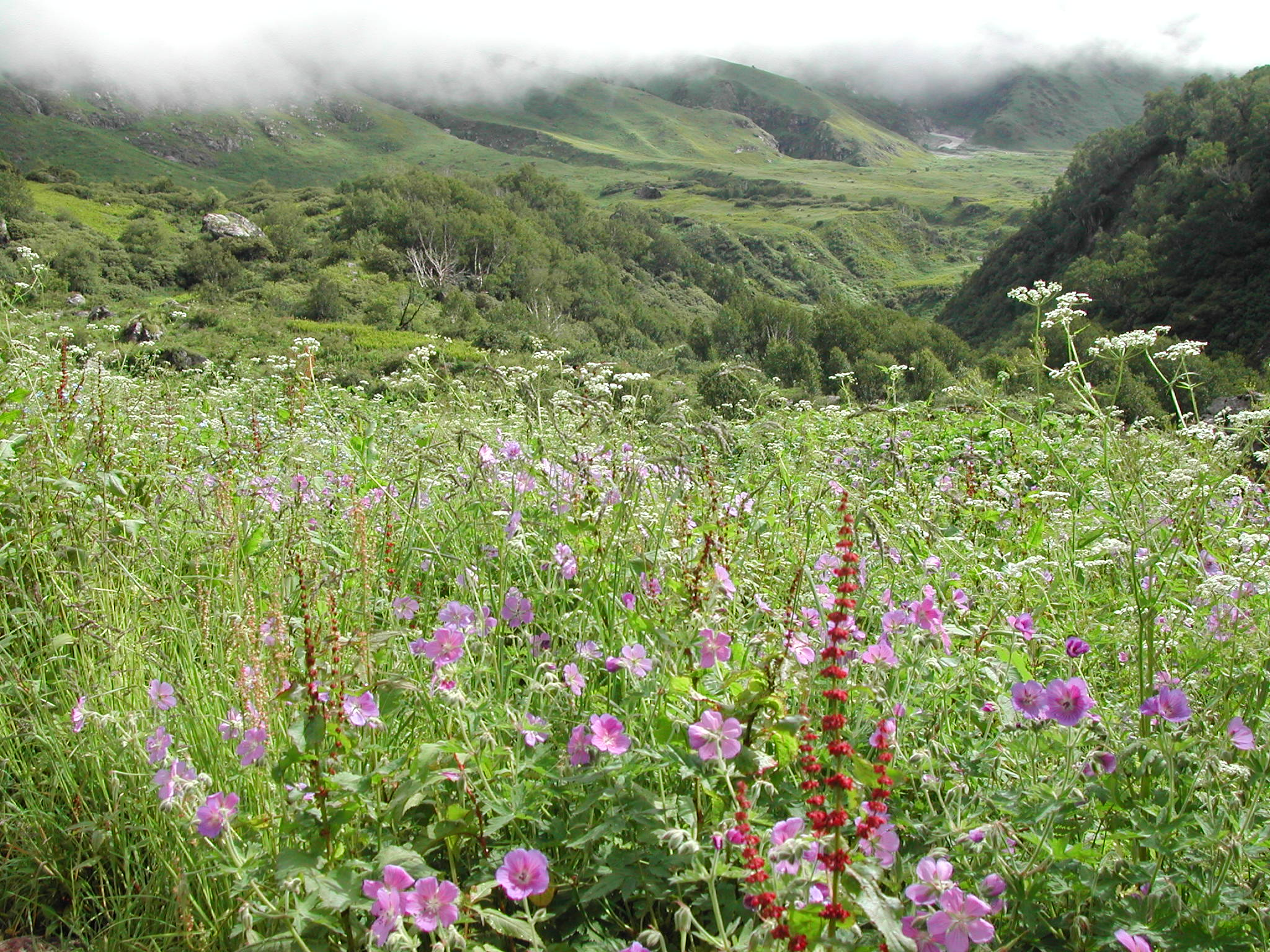
Wiese mit Wildblumen im Tal

## Flora und Fauna
Das Gebiet teilt sich in eine gemäßigte, sub-alpine und alpine Vegetationszone. Die gemäßigte Zone reicht von etwa 2400 bis 3000 m Höhe. Dominierende Baumarten in der von 3000 bis 3300 m reichenden sub-alpinen Zone sind die Himalaya-Birke, Rhododendron campanulatum, die Pindrow-Tanne, die Ahornart Acer caesium und das Rosengewächs Prunus cornuta. Die Baumgrenze liegt bei etwa 3500 m. In der darüber liegenden alpinen Zone dominiert krautige Vegetation mit einigen Sträuchern. Insgesamt finden sich im Nationalparkgebiet über 500 Arten von Gefäßpflanzen, darunter 31 seltene und gefährdete Arten.
Zu den im Tal lebenden Säugetieren zählen das Gelbbauch-Moschustier, der Südliche Serau, der Himalaya-Tahr, der Kragenbär, das Blauschaf, der Royle-Pfeifhase, der Rotfuchs und das Feuerwiesel. Der Nationalpark ist zudem von BirdLife International als Important Bird Area klassifiziert. Eine als potentiell gefährdet ausgewiesene Vogelart, die im Park vorkommt, ist der Gelbbürzel-Honiganzeiger (Indicator xanthonotus).